# Mimusops comorensis
Mimusops comorensis là một loài thực vật có hoa trong họ Hồng xiêm. Loài này được Engl. mô tả khoa học đầu tiên năm 1904.